# マイケル・アース

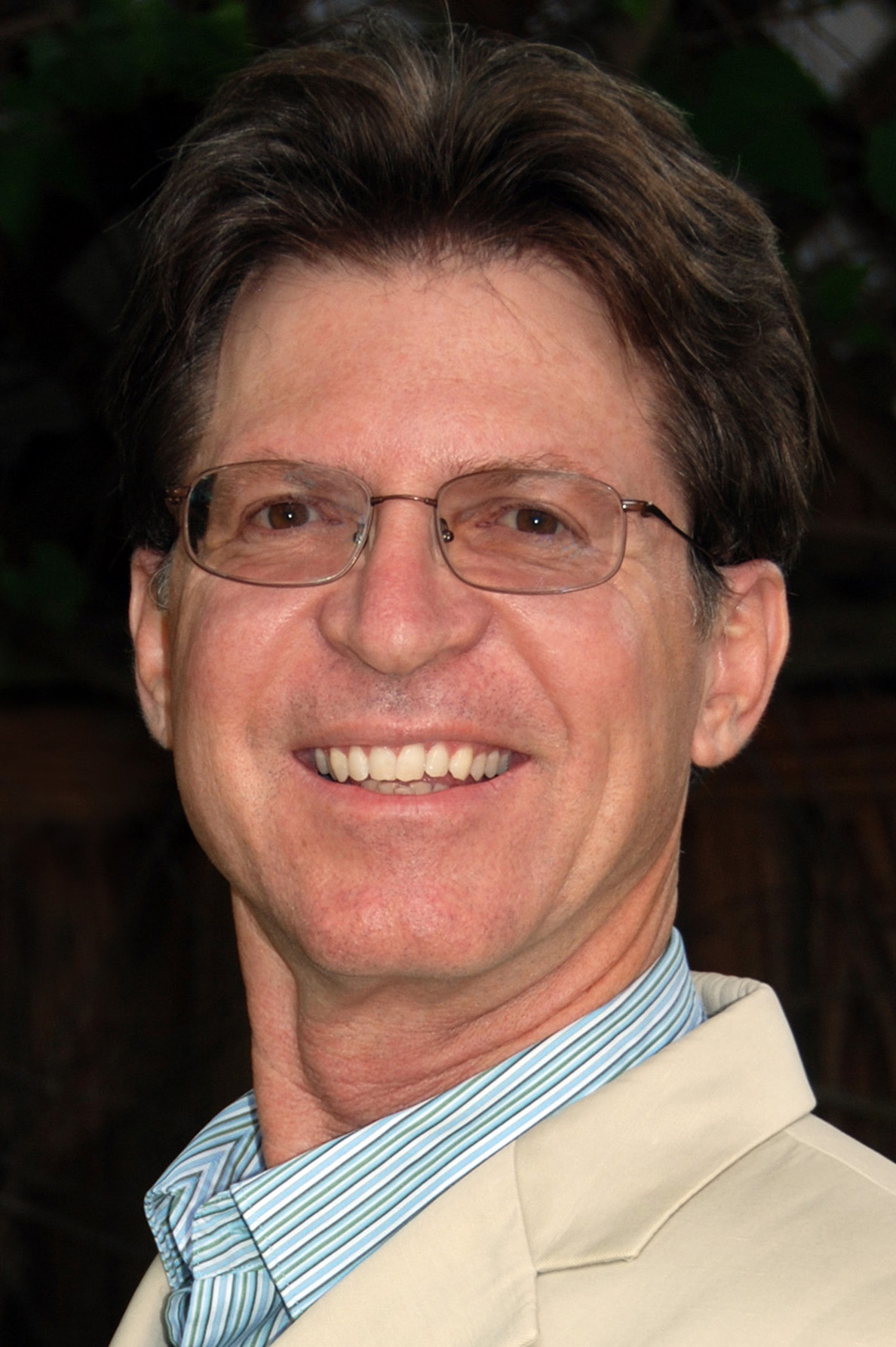
マイケル・アース

マイケル・アース（Michael E. Arth、1953年4月27日 - ）は芸術家。住宅・造園・都市計画家。未来派芸術家。作家。

## 芸術
マイケル・アースはこれまでに様々な作品に広い範囲携わってきた。1970年代初期のロックコンサートのポスターやエッチング、セリグラフ、リトグラフなどのオリジナル版画、絵画、写真などが例として挙げられる。1983年には彼の作品集「Michael E. Arth: Introspective 1972-1982」が出版された。1986年に焦点を住宅と都市設計へと変える。2007年には映画制作者ブレーク・ワイアーズ（Blake Wiers）と共同で第一作目となる長編ドキュメンタリーを作製した。

## 建物・都市設計
アースは1986年から2000年にかけて、南カリフォルニアに幾つかの民家をデザイン、建設、修景した。その中でもハリウッドヒルズの尾根に統合された、「Casa de Lila」と呼ばれる7階建てのスペイン風邸宅は特に代表的である。
1999年にアースはニューアーバニズムよりさらに歩行者向けでエコロジー思考の新歩行者主義を創始した。この新たなアプローチはとてもコンパクトで新しい街または地域が必要とする。木が生い茂り、歩行者と自転車用通路が全ての住宅・ビジネス街の前にあり、自動車用道路が裏側にあるという街だ。歩行者通路のアイディアは全てが彼のオリジナルというわけではないが（1910年にはカリフォルニア州ベニスにすでに荷積み車庫が裏で歩行者通路が前にあるスタイルが例として存在した。）、彼ほどこれらの点に強く重点をおいている人はいないであろう。
アースはコンパクトで混合利用できる地域やビレッジセンターのような「歩行者地域（Pedestrian Village）」に住めば、都市生活に関する問題は大幅に改良されると主張している。このように開発地域が繁華街や新設されたビレッジセンター近くに作られれば、通常車の中ですごす移動時間は減少するであろう。それに伴って人々の運動量は増加し、エネルギーの節約にも繋がっていく。さらに、密集して建てられた新しい街や開発地では、この新しい住宅建設の形が人々の自動車依存を大幅に減らし、結果として生活の概観や内容もより美しくなるとアースは公言している。彼は現存する町をそのまま改装できる似たような歩行者設備の建設も促進している。アースのデザイン。開発会社「Pedestrian Village Inc.」は新歩行者主義の本質に沿ったプロジェクトを開発している。

## ガーデン区（The Garden District）
2000年、アースは本とドキュメンタリー「The Labors of Hercules: Modern Solutions to 12 Herculean Problems」 の製作中に、フロリダ州ディランドに小さなスラムがあることを知った。そこで彼の持ついくつかのアイディアを試すことができると考え、30軒の荒廃した家と商店を購入し、6年の年月をかけて改装したのである。麻薬の売人を追い払い、繁華街を立て直したことで、アースは地域の人の支持といくつかの賞を手に入れた。街の名前も「クラックタウン（Crack Town）」から「ガーデン区」と改名された。木を植え、歩行者通路・庭・中庭・自転車設備をガーデン区に築き、経済基盤の質を高めた。
2004年にはアースは主要混合開発の地方許可をガーデン区に設計・獲得し、新歩行者主義の重大な教義を例証してみせた。「パームガーデン」は28軒の商店やレストランと一つの健康施設から成り、自動車乗り入れ禁止でプール・滝のあるトロピカルガーデンを見渡すことができる。52の住宅が小売商のスペースがあったところに建てられる予定である。道の反対側には「パームガーデンコテージ」があり、歩道に面した庭と公共プール付きの12軒の家から成り立っている。庭は新歩行者主義の本質通りに、裏の車道沿いにあり、家からは表にある並木沿いの自動車乗り入れ禁止歩行者通路を見渡る形になっている。これらの新しいプロジェクトは2007年現在、フロリダ経済の下降のため保留となっている。

## ホームレス対策
2007年にアースは議論の的となっているホームレスの国家的解決先について発議した。それは、彼の言う「現在の一時しのぎのアプローチ」ではなく、車の乗り入れのほとんどない歩行者用の小集落の建設である。原型であるタイガーベイビレッジはフロリダ州デイトナビーチ近辺のために創り出された。これは一時的または永久的ホームレス両者の心理的または精神的ニーズに対応していくのに優れていると言う。また、これは財政面でも減殺のアプローチよりも安く済む。集落の建設や維持、または労働局の設立といった就業機会を設けることで、財政的にも社会的にも存続可能な集落となるであろう。

## ニューアーバンカウボーイ
長編ドキュメンタリー映画、「ニューアーバンカウボーイ」は2008年にリリースされた。この映画はアースのディランド市ガーデン区の修復を記録に留め、新歩行者主義の背景にある理念を説明した映画である。

## UNICE
UNICE（知的意識組織の世界的ネットワーク、Universal Network of Intelligent Conscious Entities）はアースが1969年から発達させてきた未来の展望である。1990年代にUNICEという名称を作り、「複雑に絡み合ったコンピュータ、人間、インターネットとの相互関係から私たちの住む世界にもうすぐ出現するであろう」と理論立てた意識的な知識を描写しようとした。アースは、集合的で終わりのない個々の形の両点においてUNICEが、地球を包み込み、そして宇宙へと広がっていく知的で非生物学的生活を生み出すかもしれない技術上の特異性の到来を告げるであろうと考えている。このテーマについてアースは現在本とドキュメンタリーの製作に取り組んでいる。